# Thismia javanica
Thismia javanica är en enhjärtbladig växtart som beskrevs av Johannes Jacobus Smith. Thismia javanica ingår i släktet Thismia och familjen Burmanniaceae. Inga underarter finns listade i Catalogue of Life.